# 사실상 표준
사실상 표준(事實上標準, 영어: de facto standard)은 관습, 관례, 제품이나 체계가 시장이나 일반 대중에게 독점적 지위를 가진 것을 말한다. 사용이 의무화되지는 않았지만 일반적으로 사용되는 관습이나 관례이다. 공식적 표준(데 유레 스탠더드)과 반대되는 말로, 영어권에서는 데 팍토 스탠더드(라틴어: de facto /di ˈfæktoʊ/[*] + 영어: standard /ˈstændərd/[*])라고 부른다.
보통 기업간 치열한 경쟁을 통해 시장에서 결정되는 비 공식적 표준이다.  한편 '사실상 표준'과 관련된 사례는 곧잘 시장의 독과점 문제와 연결되곤 한다.
이는 라틴어 구문(문자적으로는 "사실의")으로, 여기서는 "법으로 반드시 정해진 것은 아니지만 실제로는" 또는 "공식적으로 확립된 것은 아니지만 실제로는"을 의미한다. 사실상 표준은 국제 표준화 기구와 같은 기관에서 정의한 국제 표준 또는 법으로 요구되는 표준(법률상 표준이라고도 함)과 대조된다.
정보 기술 공동 기술 위원회(ISO/IEC JTC1)는 사실상 표준이 공식 표준화 시스템을 통해 처리되어 ISO 및 IEC의 국제 표준으로 전환될 수 있는 절차를 개발했다.
사회 과학에서 사실상 표준인 자발적 표준은 조정 문제에 대한 일반적인 해결책이다. 사실상 표준의 선택은 모든 당사자가 상호 이득을 실현할 수 있지만, 상호 일관된 결정을 통해서만 가능한 상황에서 안정적인 경향이 있다. 대조적으로, 강제된 법률상 표준은 죄수의 딜레마에 대한 해결책이다.

## 예시
잘 알려진 사실상 표준의 예시는 다음과 같다.
- 특정 국가에서 운전석 위치는 종종 사용자/산업 선호도에서 시작하여 지역 전통으로, 그리고 도로교통법으로 바뀐다.
- QWERTY 자판 배열은 타자기(및 이후 키보드) 키에 문자를 배열하는 여러 옵션 중 하나였다.
- 조기 시장 진입[2]

### 파일 형식
- PDF는 1993년 어도비에서 처음 만들었다. 어도비 내부 표준은 소프트웨어 품질 시스템의 일부였지만, 표준화 기구에 의해 게시되거나 조정되지 않았다. 아크로뱃 리더 프로그램이 무료로 제공되고 형식에 대한 지속적인 지원으로 PDF는 결국 인쇄 가능한 문서의 사실상 표준이 되었다. 2005년 PDF/A는 ISO 19005-1:2005로 법률상 표준이 되었다.[5] 2008년 어도비의 PDF 1.7은 ISO 32000-1:2008이 되었다.[6][7]
- DXF, 1980년대와 1990년대에 CAD 도면 및 조각의 가져오기 및 내보내기를 위한 ASCII 형식. 2000년대에는 XML 기반 표준이 사실상 표준으로 등장했다.
- MP3 오디오 형식은 인터넷 음악 배포를 위한 WAV의 대안으로 시작하여 이를 대체했다. 이제 대부분의 음악 플레이어, 오디오 전송, 오디오 저장 및 비상업 미디어에서 지원된다.
- 마이크로소프트 워드 DOC. 워드의 시장 지배력으로 인해, 워드와 경쟁하려는 모든 오피스 응용 프로그램에서 이를 지원하며, 일반적으로 문서화되지 않은 파일 형식을 역공학하여 지원한다. 마이크로소프트는 워드 버전 간에 파일 사양을 자체 요구에 맞게 반복적으로 내부적으로 변경하면서도 다른 버전에 대해 동일한 파일 확장자 식별자를 계속 재사용했다.
- FITS 및 CSV (파일 형식) 파일 형식은 과학 및 공학에서 일반적으로 사용되며, FITS는 전통적으로 천문학에서 사용된다.

### 커넥터 및 상호 연결 표준
- 폰 커넥터 (3.5mm 잭), RCA 단자 및 XLR 단자는 헤드폰, 믹싱 데스크, 마이크, 무대 조명 등과 같은 오디오 장비를 연결하기 위해 오디오 산업에서 사용된다.
- MIDI 연결 (DIN 단자 또는 폰 커넥터 사용), 악기, 신시사이저, 드럼 머신, 시퀀서 및 일부 오디오 장비를 연결하기 위한 전기 및 프로토콜 표준.
- XLR 단자와 함께 DMX512(일반적으로 DMX)를 사용하여 무대 및 공연장 조명, 효과, 연기 기계, 레이저 프로젝터 및 불꽃놀이를 제어하고 때로는 전원을 공급한다.
- PCI 익스프레스 전기 및 기계 인터페이스, 컴퓨터, 서버 및 산업용 애플리케이션에서 사용되는 상호 연결 프로토콜.
- IEEE-488, 다중 장치 버스 프로토콜, 전기 테스트 장비(예: 디지털 멀티미터, 오실로스코프 등)에서 일반적으로 발견되는 기계 및 전자 인터페이스. 처음에는 휴렛 팩커드에서 HP-IP로 만들었다. SCPI 프로토콜과 함께 일반적으로 사용된다.
- HDMI, 디스플레이 포트, 비디오용 VGA, 저대역폭 직렬 통신용 RS-232.
- 컴퓨터의 고속 직렬 인터페이스 및 저전력 외부 장치(휴대폰, 헤드폰, 휴대용 하드 드라이브 등)에 전원을 공급하거나 충전하기 위한 USB (일반적으로 마이크로 USB 플러그 및 소켓 사용).
- 전자 공학 테스트에서 중간 주파수 신호용 BNC 단자 (일반적으로 신호 발생기, 오실로스코프, 멀티미터 등에서 사용) 및 스튜디오 및 기타 전문 환경에서 장치 간 비디오 신호 전달에 사용되는 경우도 있다.
- AMP의 AMP MATE-N-LOK / 몰렉스의 표준 .093" 핀 전원 플러그 및 소켓은 PC, 서버, 산업용 애플리케이션 및 5V 및 12V용 표준화된 전원 커넥터가 필요하고 기성 PSU를 사용할 수 있는 기타 장치에서 하드 드라이브 및 기타 중간 전력 장치에 일반적으로 사용된다. 임베디드 애플리케이션에서는 일반적으로 연결하기 쉬운 더 작은 사각형 커넥터로 대체된다.
- DIP, SIL 패키지, 헤더 커넥터 등 많은 전자 부품의 2.54mm (0.1인치) 핀 간격. 표준 간격은 프로토타이핑 보드 및 표준화된 소켓에서 이러한 장치를 사용할 수 있도록 한다.
- 산업 제어 및 자동화에 사용되는 4-20mA 전류 루프.
- 3.5인치 및 2.5인치 하드 드라이브.
- 통신, 서버, 저장, 오디오, 음악, 비디오 및 전력 장비용 19인치 랙 표준.
- ATX 마더보드, 백플레인 및 전력 표준.

### 재료 및 포장 단위
- Sn
60Pb
40과 같은 전자 제품의 땜납 합금.
- 6061과 같은 알루미늄 합금.
- 컨테이너 48피트 컨테이너.

### 기타
- 많은 미국산 점화 플러그는 제거 또는 설치를 위해 13⁄16인치 육각 소켓(21mm)이 필요하다.
- 자전거 사슬의 롤러 간격 1/2인치(12.7mm).
- IBM PC. 1981년 출시 후 1년 만에 존 드보락은 PC가 빠르게 "사실상 표준 마이크로컴퓨터"가 되고 있다고 묘사했다.[8] MS-DOS 및 마이크로소프트 윈도우 운영체제와 함께 개인용 컴퓨터 시장에서 큰 점유율을 얻었다. 개인용 컴퓨터 시장에 미친 IBM PC의 영향 때문에 레인보우 100과 같은 경쟁 제품은 결국 철회되었다.
- PHP와 같이 여러 구현체를 가진 프로그래밍 언어는 사실상 표준도 가지는 경향이 있다. PHP의 경우 사실상 표준은 팔랑어 구현이 아니라 php.net에서 제공되는 바이너리이다.
- 컴퓨터 과학 이외의 과학 및 공학 분야에서 데이터의 자동화된 분석이 필요하고 비전문가에게도 충분히 간단한 R (프로그래밍 언어) 및 파이썬 프로그래밍 언어 사용.
- TeX 조판 시스템은 과학 논문 및 출판 보고서 작성에 일반적으로 사용된다 (실제로 많은 저널은 출판물이 TeX로 완전히 작성되어야 한다고 요구한다).[9]

## 표준화 분쟁
양면 시장에서 포맷 전쟁 후 시장의 힘과 경쟁에 의해 표준이 사실상 통합된 많은 예시가 있다. 예시:
- 전류 전쟁에서 교류와 직류.
- 비디오테이프 표준 전쟁에서 베타맥스에 대한 VHS.
- 고선명 광디스크 포맷 전쟁 중 블루레이와 HD DVD.
- 웹 페이지 애니메이션의 벡터 그래픽스를 위한 어도비 플래시에 대한 SVG.

진행 중인 분쟁의 예시는 OASIS (기관)의 오픈도큐먼트 형식 대 마이크로소프트의 오피스 오픈 XML 형식이다.

## 비교
사실상 표준과 공식적 표준 비교
| 구분              | 공식적 표준              | 사실상 표준              |
| ----------------- | ------------------------ | ------------------------ |
| 표준화 결정       | 표준화 기관(ISO, ITU 등) | 시장 (관련기업)          |
| 표준화 열쇠       | 표준화 기관이 강제       | 시장 점유율, 참여 기업수 |
| 단일표준 제공여부 | 원칙적 단일표준          | 단일화 시장경쟁에 위임   |
| 표준 제정속도     | 느림                     | 빠름                     |
| 표준화와 사업화   | 표준화 우선              | 사업화 우선              |

## 같이 보기
- 표준
- 표준화
- 국제 표준
- 오픈 표준
- 한국산업표준